# Turmhügelburg Schöngeising
Die Turmhügelburg Schöngeising bezeichnet eine abgegangene hochmittelalterliche Niederungsburg bei 528 m ü. NHN  in der Gemeinde Schöngeising im Landkreis Fürstenfeldbruck in Bayern. Die Anlage wird als Bodendenkmal unter der Aktennummer D-1-7833-0013 als „Turmhügel des hohen Mittelalters“ geführt.

## Beschreibung
Die kreisrunde Turmhügelburg liegt westlich der Amperstraße und 750 Meter nordwestlich der Pfarrkirche St. Johannes Baptist in Schöngeising. Die Anlage besitzt einen Durchmesser von etwa 60 Metern, wobei sich der zentrale Hügel etwa 4 Meter über die Umgebung erhebt.